# Giovanni Visconti de Gallura
Pour les articles homonymes, voir Visconti.
Giovanni Visconti de Gallura (sarde : Chianu Visconti mort à san Miniato en 1275) fut Juge de  Gallura de 1238 à sa mort.

## Biographie
Giovanni est un membre de la famille pisane des Visconti de Gallura, il est le fils de Ubaldo Ier Visconti de Gagliari et le cousin de  Ubaldo de Gallura ; ce dernier par son testament rédiger en 1237, désigne Giovanni comme héritier de son Judicat. Pourtant la veuve d'Ubaldo, Adelasia de Torres, se remarie rapidement avec Enzio le fils illégitime de Frédéric II du Saint-Empire avec lequel elle assume le gouvernement de Gallura et de Logudoro ainsi que le titre royal accordé par l'empereur le père d'Enzio à son fils. Le règne du couple est bref car Enzio abandonne son épouse dès 1239 pour combattre en Italie aux côtés de son père et ne revient jamais en Sardaigne. Giovanni en peu de temps réussit à reprendre son héritage.
En 1254 Giovanni s'allie avec la république de Pise lorsqu'elle attaque Giovanni de Cagliari. En 1258 Pise divise le Judicat de Cagliari entre ses alliés, c'est ainsi que Giovanni annexe un tiers de celui de Cagliari, c'est-à-dire les Curatorias d'Ogliastra, Quirra, Sarrabus et Colostrai.
Giovanni passe le plus clair de son temps dans la péninsule italienne, pour participer aux côtés de Pise
à la guerre qui oppose les Guelfes et les Gibelins. Il revient en Sardaigne en 1274, mais dès l'année suivante il est de retour à Pise, d'où il est chassé pour avoir adhéré au parti des Guelfes. À cette époque il se ligue avec les habitants de Lucques et les Florentins, ensemble ils assiègent et prennent le château de Montopoli, qu'il tient pendant quelques mois jusqu'à sa mort en mai 1275 alors qu'il se trouve à San Miniato. Ses possessions de Pise sont saisies et administrées par la République.
En premières noces, il avait épousé Dominicata, fille d'Aldobrandino Gualandi-Cortevecchia, qui meurt en 1259. En secondes noces, il se  marie avec Giovanna, une fille du célèbre Ugolin della Gherardesca, comte de Donoratico, de qui il a son fils et héritier Nino Visconti. Giovanni est l'un des rares à soutenir son beau-père Ugolin della Gherardesca, dans les conflits internes qui déchirent Pise à cette époque.